# پیکرلتاون (اوهایو)
پیکرلتاون (به انگلیسی: Pickrelltown) یک منطقهٔ مسکونی در ایالات متحده آمریکا است که در شهرستان لوگان، اوهایو واقع شده‌است.